# ورخنی اورتوی
ورخنی اورتوی (به لاتین: Verkhny Urtuy) یک منطقهٔ مسکونی در روسیه است که در استان آمور واقع شده‌است.